# Jack Ruby (Musikproduzent)
Jack Ruby (* 1943 als Lawrence Lindo; † 7. April 1989) war ein jamaikanischer Musikproduzent und Sound-system-Betreiber. Am bekanntesten ist er für seine Produktionen aus den 1970er Jahren mit Künstlern wie Burning Spear.
Ruby lebte und arbeitete in Ocho Rios. Er war der einzige bedeutende jamaikanische Musikproduzent außerhalb von Kingston. Zu den Künstlern, die er produzierte, gehörten neben Burning Spear Justin Hinds, The Gaylads, The Heptones, Big Youth, Tommy McCook und andere.
Ruby ist im Film Rockers von 1978 über die Reggae-Kultur Jamaikas zu sehen. Ruby nimmt darin gerade das Lied Graduation in Zion mit Kiddus I im Harry J Studio auf.

## Ehrungen
23 Jahre nach seinem Tod wurde Ruby 2012 von der Jamaica Reggae Industry Association (JARIA) für sein Werk ausgezeichnet.

## Produktionen
- 1975: Marcus Garvey von Burning Spear (Island)
- 1976: Garvey’s Ghost von Burning Spear (Island)
- 1976: Jezebel von Justin Hines & The Dominoes (Island)
- 1978: Just in Time von Justin Hines & The Dominoes (Mango)

## Filmografie
- Rockers, Regie: Ted Bafaloukos, Jamaika 1978. (Jack Ruby spielt einen Musikproduzenten.)